# Holothrips phaeura
Holothrips phaeura är en insektsart som först beskrevs av Ian A. Hood 1941.  Holothrips phaeura ingår i släktet Holothrips och familjen rörtripsar. Inga underarter finns listade i Catalogue of Life.